# Realkreditinstitut
Et realkreditinstitut yder lån mod pant i fast ejendom finansieret ved udstedelse af obligationer. En hypotekbank, en hypotekforening og en kreditforening er særlige former for et realkreditinstitut.

## Realkredittens historie i Danmark
Det første danske realkreditinstitut, Kreditkassen for Husejerne i Kjøbenhavn, blev oprettet i 1797. 
Efter landboreformerne i slutningen af det 18. århundrede var der et betydeligt behov for finansiering af omsætningen af fast ejendom, og i 1850 blev den første danske kreditforeningslov vedtaget. Kreditforeninger var foreninger af låntagere, der hæftede solidarisk. 
Kreditforeningerne kunne yde lån inden for 60 pct. af en ejendoms værdi. Det dækkede ikke behovet, og der blev derfor i slutningen af 1800-tallet dannet såkaldte hypotekforeninger, der kunne supplere långivningen op til 75 pct. af ejendommens værdi (2.-lagsprioritering). Den første hypotekforening blev stiftet i 1895, men først i 1936 fik Danmark en hypotekforeningslov. 
Efter 2. verdenskrig var kreditforeningerne og hypotekforeningerne meget tilbageholdende med långivningen, og staten ydede i betydeligt omfang lån til nybyggeri. Staten havde et ønske om at trække sig ud af denne rolle, og i 1959 oprettedes på den baggrund nogle særlige realkreditlånefonde (3. lagsprioritering), der var selvejende fonde og adskilte sig fra kredit- og hypotekforeningerne ved ikke at kræve solidarisk ansvar af låntagerne, Byggeriets Realkreditfond, Provinsbankernes Realkreditfond og Landsbankernes Realkreditfond. Samtidigt blev i øvrigt også oprettet Dansk Landbrugs Realkreditfond, Finansieringsinstituttet for Industri og Håndværk samt Danmarks Skibskreditfond.
Ved realkreditloven i 1970 blev den hidtil frie adgang til realkredit væsentligt indskrænket. Der indførtes lavere lånegrænser, kortere afdragstider og begrænsninger i de formål, der kunne finansieres med realkreditlån. Tre-lagsfinansieringen blev erstattet af en to-lagsfinansiering, og antallet af realkreditinstitutter blev stærkt reduceret gennem fusioner. To-lagsbelåningen blev for boliger afskaffet i 1980. To-lagsbelåningen inden for landbruget blev afskaffet i 2000.
I 1989 blev der vedtaget en ny realkreditlov med henblik på bl.a. at opfylde en række forpligtelser vedrørende gennemførelse af EF-direktiver. Med loven blev der mulighed for at oprette nye realkreditinstitutter. Dette skulle ske som aktieselskaber, og de eksisterende realkreditinstitutter fik samtidigt mulighed for at omdanne sig til aktieselskaber. 
Før den ny lov var der 5 realkreditinstitutter – BRFkredit, Kreditforeningen Danmark (senere Realkredit Danmark), Nykredit, Industriens Realkreditfond (senere fusioneret med Nykredit) og DLR (senere DLR Kredit). 
Efter vedtagelsen af loven blev oprettet Danske Kredit, Landsbankernes Reallånefond (genoprettelse – senere til LR Realkredit), Totalkredit (en genoprettelse af den nævnte Provinsbankernes Reallånefond), Nordea Kredit (tidligere Unikredit), FIH Realkredit og BG Kredit, således at der i en periode var 10 realkreditinstitutter. Danske Kredit og BG Kredit fusionerede i 2001 med Realkredit Danmark. FIH Realkredit er senere afviklet. Nykredit købte i 2003 Totalkredit. Den 24. februar 2014 blev det offentliggjort, at BRFkredit overtages af Jyske Bank med virkning fra den 1. april 2014. Brandet BRFkredit er efterfølgende afviklet og realkreditinstituttet har ændret navn til Jyske Realkredit.